# حضارة يانغ شاو

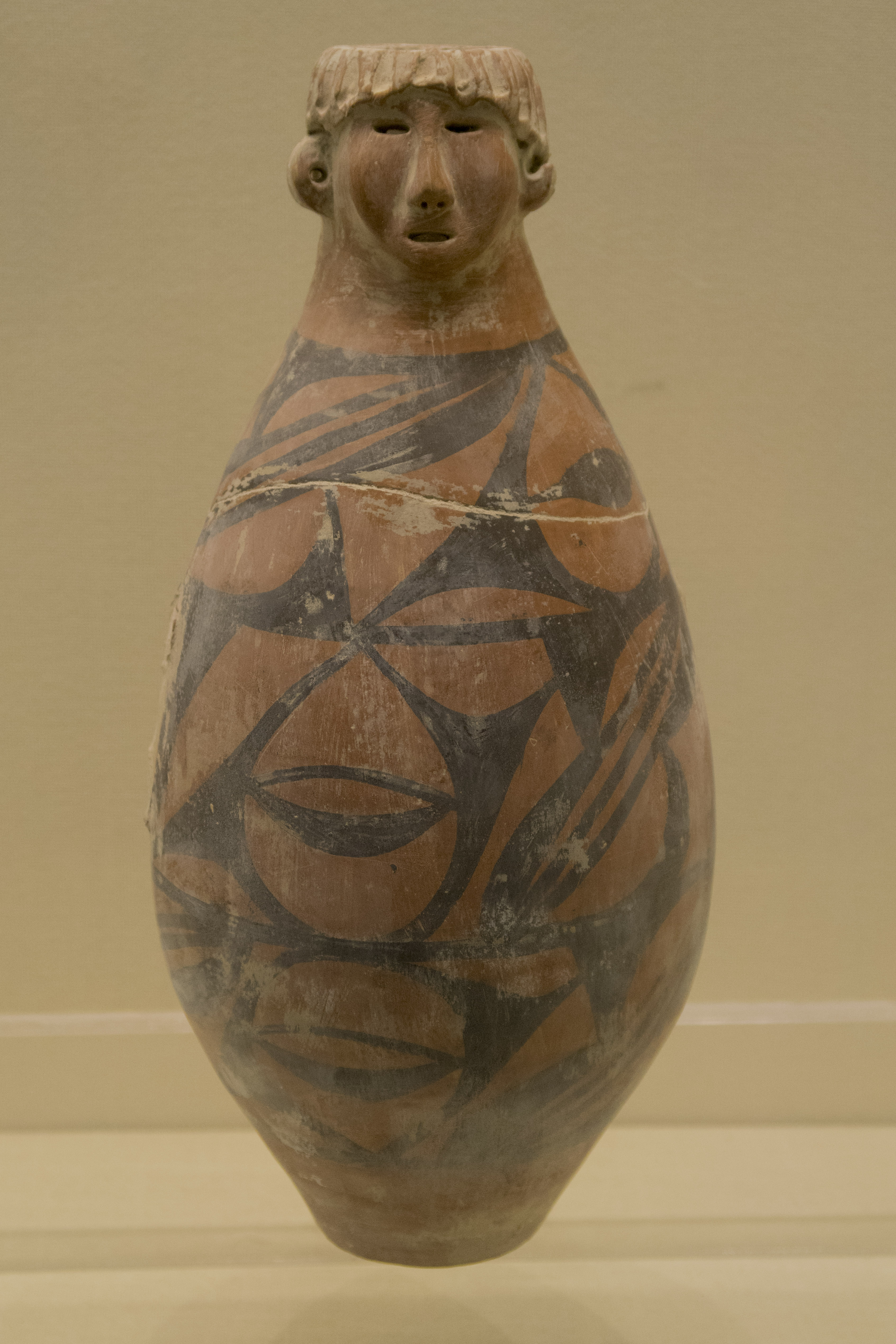
إناء فخاري على شكل رأس إنسان ملون الفم. يعود تاريخها إلى حضارة يانغشاو (4000-3500 قبل الميلاد). حُفرت في داديوان، قانسو.

حضارة يانغشاو (بالصينية: 仰韶文化؛ بينيين: Yǎngsháo wénhuà) هي ثقافة من العصر الحجري الحديث، انتشرت على نطاق واسع على طول الروافد الوسطى للنهر الأصفر في الصين من حوالي 5000 إلى 3000 قبل الميلاد. شهدت ثقافة يانغشاو تطورًا اجتماعيًا وتقنيًا في المنطقة، مع تقدم في الزراعة والعمارة والحرف اليدوية.
سُمِّيت هذه الثقافة تيمنًا بموقع يانغشاو، وهو أول موقع مُحَفَّر لهذه الثقافة، والذي اكتشفه الجيولوجي السويدي يوحنا غونار أندرسون (1874-1960) عام 1921 في بلدة يانغشاو غرب خنان. ازدهرت هذه الثقافة بشكل رئيسي في خنان، بالإضافة إلى مقاطعتي شنشي وشانشي المجاورتين.
تشير الأبحاث الحديثة إلى أصل مشترك وانتشار للغات الصينية التبتية مع ثقافات سيشان ويانغشاو و/أو ماجياياو.